# Antonio Montico
Antonio Montico (né le 30 décembre 1933 à Valvasone en Frioul-Vénétie Julienne et mort le 27 mai 2013 à San Maurizio Canavese (Piémont)) est un ancien joueur et entraîneur de football italien, qui évoluait en tant que milieu de terrain.

## Biographie

### Joueur

#### Club
Formé par un des clubs de sa région natale du Pro Gorizia, il y fait ses débuts professionnels en 1950, avant de rejoindre un an plus tard cette fois le club le plus important de sa région, l'Udinese Calcio, avec qui il débute en Serie A à l'occasion d'un match contre Triestina le 30 novembre 1952, et conclu sa saison 1952-1953 avec 9 matchs joués pour 3 buts, dont un doublé contre le SPAL.
À la fin de la saison, il rejoint le géant piémontais de la Juventus, où après une première saison où il ne joue que 14 matchs (son premier match en bianconero étant le 13 septembre 1953 lors d'un succès 3-1 contre Triestina en Serie A), il finit par conquérir le poste de titulaire au cours de la saison 1954-1955, poste qu'il maintiendra pendant deux saisons, participant par la même occasion à la période de succès à la fin des années 1950 de la Juventus, période appelée « Trio Magique ».
Il inscrivit en tout 25 buts avec la Vieille Dame. Lors de sa meilleure saison, en 1956-1957, il joua en tout 30 matchs et inscrivit 10 buts (dont 6 sur penalty), devenant le meilleur buteur bianconero en championnat, à égalité avec Giorgio Stivanello.
À partir de la saison 1957-1958, il sera moins souvent titulaire à cause de la concurrence à son poste, mais il finira  malgré tout par remporter deux scudetti (titre de champion d'Italie) et deux éditions de la Coppa Italia (coupe d'Italie).
Lors de la session d'automne du mercato de 1960, il rejoint finalement le club du sud de l'Associazione Sportiva Bari, club où il n'évoluera qu'une seule saison, après la descente du club des Pouilles en Serie B. Il retourne alors à la Juventus à la fin de la saison. Il dispute alors la saison 1961-1962, ce qui fut sa dernière saison en première division, avant qu'il ne parte finir sa carrière en Serie C sous les couleurs de l'Associazione Calcio Ancône.
Au cours de sa carrière, il totalise en tout 125 matchs pour 29 buts en Serie A.

#### Sélection
En 1955, il effectue sa première sélection en équipe nationale italienne, la Squadra Azzurra, à l'occasion d'une rencontre de Coupe internationale contre l'équipe de Hongrie, et joua ensuite son deuxième et dernier match lors d'une partie amicale contre la RFA.

## Palmarès
Juventus
- Championnat d'Italie (2) :
  - Champion : 1957-58 et 1959-60.
  - Vice-champion : 1953-54.

- Coupe d'Italie (2) :
  - Vainqueur : 1958-59 et 1959-60.